# TUL Cup
TUL Cup är en fotbollsmästerskaptävling av Arbetarnas Idrottsförbund i Finland (AIF) (finska: Työväen Urheiluliitto, TUL). Turneringen har spelats sedan 1920, förutom 1956–1972 och de tre krigsåren. Idag spelas  TUL-cupen innan seriesäsongen börjar, i februari eller mars. Slutspelet 2012 kommer att spelas den 3–4 mars i Kotka.

## Mästare 1920-2012
| - 1920-1925 Kullervo, Helsingfors - 1926 Tölö Vesa, Helsingfors - 1927 Jyry, Helsingfors - 1928 Kullervo - 1929 Weikot, Åbo - 1930 Tölö Vesa - 1931 Talikkalan Toverit, Viborg - 1932 TPV, Tammerfors - 1933 Talikkalan Toverit - 1934 TPV - 1935-1936 Tölö Vesa - 1937 KTP, Kotka - 1938 TPV - 1939 KTP - 1940 TPV - 1941 Avbröts på grund av kriget - 1942 Spelades inte på grund av kriget - 1943 TPV - 1944 Avbröts på grund av kriget - 1945 Kullervo - 1946 TPV - 1947 KTP | - 1948 RTU, Raumo - 1949-1952 KTP - 1953-1954 Pyrkivä, Åbo - 1955 Karihaaran Tenho, Kemi - 1956-1972 Spelades inte - 1973 Into, Kemi - 1974–1975 Pyrkivä - 1976 Into - 1977 Pallokissat, S:t Michel - 1978 Pyrkivä - 1979 JyPK, Jyväskylä - 1980 OTP, Uleåborg - 1981 KTP - 1982 PPT, Björneborg - 1983 KTP - 1984 Elo, Kuopio - 1985 PPT - 1986 OTP - 1987 PPT - 1988 Elo - 1989 OTP - 1990 PPT | - 1991 OTP - 1992 VanPa, Vanda - 1993 FC Jazz, Björneborg - 1994 TPV - 1995 Ponnistus, Helsingfors - 1996 FC Jazz - 1997 TPV - 1998 FC Jazz - 1999 Haka, Kajana - 2000–2001 PP-70, Tammerfors - 2002 FC Jazz - 2003 PP-70 - 2004-2005 FC KooTeePee, Kotka - 2006 FC Kiisto, Vasa - 2007 TPV - 2008 KTP - 2009 Warkaus JK, Varkaus - 2010 FC KooTeePee - 2011 JPS, Jyväskylä - 2012 FC KooTeePee |